# دايفيد داي
دايفيد داي (بالفرنسية: David Day)‏ (و. 1947  م) هو كاتب، وكاتب سير، وشاعر كندي، ولد في فكتوريا ، كولومبيا البريطانية.

## التعليم
تعلم في جامعة فيكتوريا.